# Ole Sæther
Ole Sæther (n. 23 ianuarie 1870, Comuna Steinkjer, Nord-Trøndelag, Norvegia – d. 13 octombrie 1946, Oslo, Norvegia) a fost un trăgător de tir ce a reprezentat Norvegia, medaliat olimpic. A participat la 3 ediții ale Jocurilor Olimpice (1900, 1908, 1912) în care a câștigat o medalie de aur, două medalii de argint și o medalie de bronz.